# Norma-Jean Wofford
Norma-Jean Wofford, född 1942 i Pittsburgh, Pennsylvania, död 30 april 2005, var en amerikansk gitarrist. Hon spelade med rythm and blues-artisten Bo Diddley under 1960-talet.